# Чабель
Ча́бель — село у Вирівській сільській громаді Сарненського району Рівненської області України. Населення становить 1090 осіб. Село належить до 3 зони радіоактивного забруднення.

## Географія
На південному заході від села бере початок річка Крушинка, права притока Бобра.

## Історія
У 1906 році село Вирівської волості Рівненського повіту Волинської губернії. Відстань від повітового міста 105 верст, від волості 15. Дворів 55, мешканців 401.
На сході від села річка Соснівка впадає у Поличну, праву притоку Случі.

## Населення
Станом на 1859 рік, у власницькому селі Чабель налічувалося 21 двір та 204 жителів (95 чоловіків і 109 жінок), з них 189 православних, 12 римо-католиків і 3 євреїв.
За переписом населення 2001 року в селі мешкали 1 084 особи.

### Мова
Розподіл населення за рідною мовою за даними перепису 2001 року:
| Мова       | Відсоток |
| ---------- | -------- |
| українська | 99,63 %  |
| російська  | 0,37 %   |

## Пам'ятки природи
- «Чабельський» — лісовий заказник місцевого значення.
- «Стоянка партизан» — комплексна пам'ятка природи місцевого значення.